# Johannes III. Büttner
Johannes III. Büttner (* in Nordheim am Main; † 27. Februar 1540) war von 1535 bis 1540 Abt des Benediktinerklosters in Münsterschwarzach.

## Münsterschwarzach vor Büttner
Die Zeit vor dem Amtsantritt des Abtes Johannes Büttner war in Münsterschwarzach von zwei Entwicklungen geprägt. Zum einen orientierte sich die Abtei mehr und mehr an den großen Klosterbünden des 15. Jahrhunderts und trat im Jahr 1480, unter der Herrschaft des Abtes Martin, der Bursfelder Kongregation bei. Durch diesen Zusammenschluss sollten die einzelnen Klöster wieder mehr Gewicht gegenüber ihren weltlichen Herren erlangen.
Zum anderen setzte zu Beginn des 16. Jahrhunderts die Reformation ein. Es mehrten sich Auseinandersetzungen mit den protestantischen Nachbarn des Klosters, die im Bauernkrieg des Jahres 1525 ihren vorläufigen Höhepunkt fanden. Stadtschwarzacher Bürger plünderten das Kloster, der gesamte Konvent floh. Nach der Rückkehr der Mönche forderte Abt Georg Wolfsbach, der Vorgänger des Johannes, sofort Unterstützung von der Kongregation. Als diese verweigert wurde, begann die schleichende Lossagung von den Ideen von Bursfelde.

## Leben
Johannes III. Büttner wurde in der unterfränkischen Weinbaugemeinde Nordheim am Main geboren. Über seine Eltern und Familie ist kaum etwas bekannt, lediglich der Beruf des Vaters ist überliefert. Er war, wie viele im Ort, Küfer und damit ein angesehener Teil der Dorfgemeinschaft. Über die frühe Ausbildung des Sohnes schweigen die Quellen dann wiederum. Ein Studium, Voraussetzung für die Priesterlaufbahn, könnte an der Universität Erfurt im Jahr 1505 erfolgt sein. Zu diesem Zeitpunkt immatrikulierte sich ein „Johannes Doleatoris de Swartza“.
Sicher ist wieder die Aufnahme im Kloster Münsterschwarzach überliefert. Johannes legte hier auch sein Gelübde ab und stieg innerhalb des Klosters schnell auf. Zum Subdiakon wurde er am 15. März 1522 geweiht, die Diakonsweihe erhielt er ein Jahr später, am 21. März 1523. Am 31. März 1526 war Johannes Büttner schließlich Priester. Zuvor hatte er seinen Abt Georg Wolfsbach auf der Flucht nach St. Egidien in Nürnberg begleitet, als 1525 die wütenden Stadtschwarzacher die Abtei geplündert hatten.
Trotz dieser frühen Unterstützung für den Abt füllte Büttner erst verhältnismäßig spät, zur Jahreswende 1534/1535, das Amt des Priors aus. Als Wolfsbach 1535 starb, wählten die wenigen Mönche, nur noch elf waren im Kloster geblieben, den Prior zum neuen Abt. Seine Wahl erfolgte am 11. Mai 1535. Zeugen der Wahl waren die Äbte Michael von Mergentheim, Michael von St. Stephan und Georg von Aura. Daneben waren vier Abgeordnete des Würzburger Bischofs anwesend.
Am 19. Mai 1535 erteilte ihm Fürstbischof Konrad II. von Thüngen die Konfirmation, am 22. Juli desselben Jahres wurde Büttner vom Würzburger Weihbischof Johannes Reuter benediziert. Erste Amtshandlungen des neuen Abtes umfassten die Erneuerung der zerstörten Klostermauern und Kirchtürme, Arbeiten allerdings, die sich bis in die Amtszeit seines Nachfolgers Johannes Burckhardt hinziehen sollten. Konsequent weigerte sich Büttner auch die Versammlungen der Bursfelder Kongregation zu besuchen.
Ebenso wie um die Gebäude der Abtei kümmerte sich Büttner um die Klosterdörfer im Umland. Am 7. Oktober 1536 tauschte er einige Güter mit denen des Valentin Fuchs von Wiesenbronn. Am 15. August 1537 kam es zum Überfall auf den Geburtsort des Abtes: Der Kitzinger Amtmann der Ansbacher Markgrafen, Wolf von Crailsheim, plünderte das Dorf Nordheim. Sofort klagte Büttner, erfolglos, vor dem Reichskammergericht in Speyer wegen Landfriedensbruch. Am 27. Februar 1540 starb Johannes III. Büttner.